# Continental Circus (album)
Continental Circus è la colonna sonora originale dell'omonimo film di Jérôme Laperrousaz. L'album è accreditato ai "Gong avec Daevid Allen". Fu registrato nel 1971 e pubblicato nel 1972 in Francia dalla Philips.
Il regista francese aveva già collaborato con i fondatori dei Gong Daevid Allen e Gilli Smyth, riprendendo le loro performance artistiche nelle strade di Parigi durante il maggio francese del 1968.

## L'album
Continental Circus celebra le gesta del motociclista Jack Findlay, che alla guida di moto di scuderie private riuscì a competere e ad impensierire i più quotati centauri delle case ufficiali, su tutti Giacomo Agostini, nella classe 500 del campionato del mondo di velocità.
Il disco viene registrato prima del più acclamato Camembert Electrique, ma viene pubblicato dopo. A differenza del psichedelico album di esordio Magick Brother, Mystic Sister, il sound è basato sul rock, con l'utilizzo soprattutto di chitarra, basso e batteria. Non sono presenti tastiere e sintetizzatori, che avranno una parte fondamentale nei lavori successivi, ed il sax di Malherbe svolge un ruolo secondario.
Il brano Blues for Findlay e la sua versione strumentale del lato 2 sono gli unici brani originali dell'album. Continental Circus World è composto da dialoghi ed effetti sonori del film, accompagnati dalle note di Blues for Findlay. What Do You Want? ha testi diversi ma la stessa musica del brano Fohat Digs Holes in Space, che verrà incluso in Camembert Electrique.

## Tracce

### Lato 1
1. Blues for Findlay – 11:18 (Gilli Smyth/Jérôme Laperrousaz)
2. Continental Circus World – 4:13 (Smyth, Laperrousaz)

### Lato 2
1. What Do You Want? – 9:04 (Smyth)
2. Blues for Findlay - Instrumental – 9:38 (Smyth)

## Formazione
- Daevid Allen - chitarra, canto
- Didier Malherbe - flauto, sassofono
- Pip Pyle - batteria
- Gilli Smyth - canto
- Christian Tritsch - basso